# 卡萊爾鎮區 (明尼蘇達州奧特泰爾縣)
卡萊爾鎮區（英語：Carlisle Township）是位於美國明尼蘇達州奧特泰爾縣的一個行政鎮區，於1881年設立。

## 地方資料
卡萊爾鎮區的面積為92.31平方千米，當中陸地面積為90.22平方千米，而水域面積為2.09平方千米。根據2020年美國人口普查的數據，當地共有人口178人，而人口密度為每平方千米1.93人。